# Indianapolis Checkers
Gli Indianapolis Checkers sono stati una squadra di hockey su ghiaccio della con sede a Indianapolis, capitale dello Stato dell'Indiana. Nacquero nel 1979 come formazione della Central Hockey League ma in seguito allo scioglimento della lega si trasferirono nella International Hockey League fino alla loro chiusura nel 1987. Nel corso delle stagioni giocarono presso il Fairgrounds Coliseum e furono affiliati ai New York Islanders.

## Storia
Pochi mesi dopo la scomparsa degli Indianapolis Racers venne fondata una nuova squadra di hockey, il cui nome era anch'esso ispirato all'ambiente motoristico, infatti la bandiera a scacchi in inglese si chiama checkered flag. I Checkers si iscrissero alla Central Hockey League e diventarono immediatamente uno dei farm team principali dei New York Islanders, i quali fino alla stagione precedente erano legati ai Fort Worth Texans.
La squadra in sole cinque stagioni riuscì a ottenere la vittoria di due Adams Cup consecutive, oltre a un'altra finale poi persa e a numerosi premi individuali, tuttavia nel 1984 la CHL cessò di esistere mettendo in pericolo i Checkers. La franchigia dell'Indiana allora si trasferì nella International Hockey League, tuttavia non riuscì a eguagliare i risultati delle stagioni precedenti e dopo soli tre anni la squadra si trasferì prendendo il nome di Colorado Rangers, nuova squadra affiliata ai rivali cittadini dei New York Rangers.

### Affiliazioni
Nel corso della loro storia gli Indianapolis Checkers sono stati affiliati alle seguenti franchigie della National Hockey League:
- New York Islanders: (1979-1986)
- Boston Bruins: (1984-1985)
- Minnesota North Stars: (1984-1987)
- New Jersey Devils: (1986-1987)

## Record stagione per stagione
| Stagione                    | Division | Gare | V  | S  | P | OTL | Punti | GF  | GS  | Piazzamento | Play-off                                                                               |
| --------------------------- | -------- | ---- | -- | -- | - | --- | ----- | --- | --- | ----------- | -------------------------------------------------------------------------------------- |
| Indianapolis Checkers (CHL) |          |      |    |    |   |     |       |     |     |             |                                                                                        |
| 1979-80                     | CHL      | 79   | 40 | 32 | 7 | -   | 87    | 275 | 238 | 2°          | vince 1º turno (Tulsa) 3-0 perde semifinali (Fort Worth) 1-3                           |
| 1980-81                     | CHL      | 80   | 44 | 30 | 6 | -   | 94    | 306 | 238 | 3°          | perde 1º turno (Wichita) 2-3                                                           |
| 1981-82                     | North    | 80   | 42 | 33 | 5 | -   | 89    | 319 | 259 | 3°          | vince 1º turno (Tulsa) 3-0 vince semifinali (Wichita) 4-0 vince Adams Cup (Dallas) 4-2 |
| 1982-83                     | CHL      | 80   | 50 | 28 | 2 | -   | 102   | 335 | 242 | 1°          | vince semifinali (Salt Lake) 4-2 vince Adams Cup (Birmingham) 5-2                      |
| 1983-84                     | CHL      | 72   | 34 | 36 | 2 | -   | 70    | 308 | 289 | 4°          | vince semifinali (Colorado) 4-2 perde Adams Cup (Tulsa) 0-4                            |
| Indianapolis Checkers (IHL) |          |      |    |    |   |     |       |     |     |             |                                                                                        |
| 1984-85                     | West     | 82   | 31 | 44 | 4 | 3   | 69    | 264 | 318 | 4°          | perde 1º turno (Peoria) 3-4                                                            |
| 1985-86                     | West     | 82   | 41 | 35 | 1 | 5   | 88    | 296 | 303 | 5°          | perde 1º turno (Muskegon) 1-4                                                          |
| 1986-87                     | West     | 82   | 37 | 38 | 0 | 7   | 81    | 360 | 387 | 5°          | perde 1º turno (Fort Wayne) 2-4                                                        |

## Record della franchigia

### Singola stagione
Gol: 55  Ron Handy (1986-87)
Assist: 80  Ron Handy (1986-87)
Punti: 135  Ron Handy (1986-87)
Minuti di penalità: 353  Marc Magnan (1986-1987)

### Carriera
Gol: 175  Garth MacGuigan
Assist: 231  Garth MacGuigan
Punti: 406  Garth MacGuigan
Minuti di penalità: 1108  Kevin Devine
Partite giocate: 466  Kevin Devine

## Palmarès

### Premi di squadra
- Adams Cup: 2

1981-1982, 1982-1983

### Premi individuali
- Bobby Orr Trophy: 3

Bruce Affleck: 1980-1981, 1983-1984
Gord Dineen: 1982-1983
- Bob Gassoff Trophy: 1

Gord Dineen: 1982-1983
- Don Ashby Memorial Trophy: 3

Darcy Regier: 1979-1980
Kevin Devine: 1980-1981
Don Laurence: 1982-1983
- Jake Milford Trophy: 1

Fred Creighton: 1981-1982
- Ken McKenzie Trophy: 1

Roland Melanson: 1980-1981
- Max McNab Trophy: 2

Kelly Hrudey: 1982-1983
Bruce Affleck: 1983-1984
- Terry Sawchuk Trophy: 3

Jim Park e Richard Brodeur: 1979-1980
Kelly Hrudey e Robert Holland: 1981-1982, 1982-1983
- Tommy Ivan Trophy: 2

Kelly Hrudey: 1982-1983
Bruce Affleck: 1983-1984